# 7e étape du Tour d'Espagne 2021
Pour un article plus général, voir Tour d'Espagne 2021.
La 7e étape du Tour d'Espagne 2021 se déroule le vendredi 20 août 2021, entre Gandia et Balcón de Alicante, sur une distance de 152 km.

## Déroulement de l'étape
La septième étape comprend six ascensions classées, dont une arrivée au sommet du Balcón de Alicante. Après une lutte acharnée pour l'échappée, 29 coureurs se sont dégagés, le peloton se contentant de laisser l'échappée se battre pour la victoire d'étape. La lutte pour la victoire se résume à quatre coureurs : Michael Storer (Team DSM), Pavel Sivakov (Ineos Grenadiers), Carlos Verona (Movistar Team) et Andreas Kron (Lotto-Soudal). Verona attaque le premier dans les 4 derniers kilomètres, mais Storer le contre à 3,3 kilomètres du sommet et remporte l'étape en solitaire. Dans le groupe des favoris, Carthy lâche dans la première montée et abandonne. Sur la quatrième montée, le Puerto El Collao, Alejandro Valverde (Movistar Team) lance une attaque avec Carapaz et Yates. Dans la descente, il chute lourdement dans un virage et, après avoir essayé de continuer, il est finalement contraint d'abandonner en raison de ses blessures. Il est révélé plus tard qu'il s'est fracturé la clavicule. Carapaz, Roglič et Miguel Ángel López (Movistar Team) attaquent par la suite, mais sont rattrapés. Dans la montée finale, Adam Yates repasse à l'attaque, entraînant avec lui Roglič, Mas, López, De La Cruz, Egan Bernal (Ineos Grenadiers) et Louis Meintjes (Intermarché-Wanty-Gobert Matériaux) jusqu'à l'arrivée. Vlasov perd 13 secondes tandis que les autres prétendants ont perdu environ une trentaine de secondes. Au classement général, Roglič conserve de justesse son maillot rouge avec huit secondes d'avance sur Felix Großschartner (Bora-Hansgrohe), membre de l'échappée.

## Résultats

### Classement de l'étape
| \| Classement de l'étape \| Classement de l'étape \| Classement de l'étape \| Classement de l'étape \| Classement de l'étape \| \| Coureur \| Coureur \| Pays \| Équipe \| Temps \| \| --------------------- \| --------------------- \| --------------------- \| --------------------- \| --------------------- \| \| 1er \| Michael Storer \| Australie \| Team DSM \| 4 h 10 min 13 s \| \| 2e \| Carlos Verona \| Espagne \| Movistar Team \| + 21 s \| \| 3e \| Pavel Sivakov \| Russie \| Ineos Grenadiers \| + 59 s \| \| 4e \| Sepp Kuss \| États-Unis \| Jumbo-Visma \| + 1 min 16 s \| \| 5e \| Jack Haig \| Australie \| Bahrain Victorious \| + 1 min 24 s \| \| 6e \| Romain Bardet \| France \| Team DSM \| + 1 min 32 s \| \| 7e \| Felix Großschartner \| Autriche \| Bora-Hansgrohe \| + 1 min 32 s \| \| 8e \| Andreas Kron \| Danemark \| Lotto-Soudal \| + 1 min 37 s \| \| 9e \| Steff Cras \| Belgique \| Lotto-Soudal \| + 2 min 17 s \| \| 10e \| Jan Polanc \| Slovénie \| UAE Team Emirates \| + 2 min 29 s \| |                     |            |                    |                 |
| |                     |            |                    |                 |
| Source : ProCyclingStats |                     |            |                    |                 |
| Classement de l'étape |                     |            |                    |                 |
| Coureur | Coureur             | Pays       | Équipe             | Temps           |
| 1er | Michael Storer      | Australie  | Team DSM           | 4 h 10 min 13 s |
| 2e | Carlos Verona       | Espagne    | Movistar Team      | + 21 s          |
| 3e | Pavel Sivakov       | Russie     | Ineos Grenadiers   | + 59 s          |
| 4e | Sepp Kuss           | États-Unis | Jumbo-Visma        | + 1 min 16 s    |
| 5e | Jack Haig           | Australie  | Bahrain Victorious | + 1 min 24 s    |
| 6e | Romain Bardet       | France     | Team DSM           | + 1 min 32 s    |
| 7e | Felix Großschartner | Autriche   | Bora-Hansgrohe     | + 1 min 32 s    |
| 8e | Andreas Kron        | Danemark   | Lotto-Soudal       | + 1 min 37 s    |
| 9e | Steff Cras          | Belgique   | Lotto-Soudal       | + 2 min 17 s    |
| 10e | Jan Polanc          | Slovénie   | UAE Team Emirates  | + 2 min 29 s    |

## Classements à l'issue de l'étape

### Classement général
| \| Classement général \| Classement général \| Classement général \| Classement général \| Classement général \| \| Coureur \| Coureur \| Pays \| Équipe \| Temps \| \| ------------------ \| ------------------- \| ------------------ \| ------------------- \| ------------------ \| \| 1er \| Primož Roglič \| Slovénie \| Jumbo-Visma \| 25 h 18 min 35 s \| \| 2e \| Felix Großschartner \| Autriche \| Bora-Hansgrohe \| + 8 s \| \| 3e \| Enric Mas \| Espagne \| Movistar Team \| + 25 s \| \| 4e \| Miguel Ángel López \| Colombie \| Movistar Team \| + 36 s \| \| 5e \| Jan Polanc \| Slovénie \| UAE Team Emirates \| + 38 s \| \| 6e \| Egan Bernal \| Colombie \| Ineos Grenadiers \| + 41 s \| \| 7e \| Jack Haig \| Australie \| Bahrain Victorious \| + 57 s \| \| 8e \| Sepp Kuss \| États-Unis \| Jumbo-Visma \| + 59 s \| \| 9e \| Aleksandr Vlasov \| Russie \| Astana-Premier Tech \| + 1 min 06 s \| \| 10e \| Adam Yates \| Royaume-Uni \| Ineos Grenadiers \| + 1 min 22 s \| |                     |             |                     |                  |
| |                     |             |                     |                  |
| Source : ProCyclingStats |                     |             |                     |                  |
| Classement général |                     |             |                     |                  |
| Coureur | Coureur             | Pays        | Équipe              | Temps            |
| 1er | Primož Roglič       | Slovénie    | Jumbo-Visma         | 25 h 18 min 35 s |
| 2e | Felix Großschartner | Autriche    | Bora-Hansgrohe      | + 8 s            |
| 3e | Enric Mas           | Espagne     | Movistar Team       | + 25 s           |
| 4e | Miguel Ángel López  | Colombie    | Movistar Team       | + 36 s           |
| 5e | Jan Polanc          | Slovénie    | UAE Team Emirates   | + 38 s           |
| 6e | Egan Bernal         | Colombie    | Ineos Grenadiers    | + 41 s           |
| 7e | Jack Haig           | Australie   | Bahrain Victorious  | + 57 s           |
| 8e | Sepp Kuss           | États-Unis  | Jumbo-Visma         | + 59 s           |
| 9e | Aleksandr Vlasov    | Russie      | Astana-Premier Tech | + 1 min 06 s     |
| 10e | Adam Yates          | Royaume-Uni | Ineos Grenadiers    | + 1 min 22 s     |

| Classement par points | Classement par points | Classement par points | Classement par points | Classement par points |
| Coureur               | Coureur               | Pays                  | Équipe                | Points                |
| --------------------- | --------------------- | --------------------- | --------------------- | --------------------- |
| 1er                   | Jasper Philipsen      | Belgique              | Alpecin-Fenix         | 131 pts               |
| 2e                    | Fabio Jakobsen        | Pays-Bas              | Deceuninck-Quick Step | 130 pts               |
| 3e                    | Magnus Cort Nielsen   | Danemark              | EF Education-Nippo    | 67 pts                |
| 4e                    | Michael Matthews      | Australie             | BikeExchange          | 58 pts                |
| 5e                    | Primož Roglič         | Slovénie              | Jumbo-Visma           | 54 pts                |
| 6e                    | Alex Aranburu         | Espagne               | Astana-Premier Tech   | 52 pts                |
| 7e                    | Arnaud Démare         | France                | Groupama-FDJ          | 50 pts                |
| 8e                    | Alberto Dainese       | Italie                | Team DSM              | 43 pts                |
| 9e                    | Piet Allegaert        | Belgique              | Cofidis               | 37 pts                |
| 10e                   | Sebastián Molano      | Colombie              | UAE Team Emirates     | 36 pts                |

| Classement par points | Classement par points | Classement par points | Classement par points | Classement par points |
| Coureur               | Coureur               | Pays                  | Équipe                | Points                |
| --------------------- | --------------------- | --------------------- | --------------------- | --------------------- |
| 1er                   | Jasper Philipsen      | Belgique              | Alpecin-Fenix         | 131 pts               |
| 2e                    | Fabio Jakobsen        | Pays-Bas              | Deceuninck-Quick Step | 130 pts               |
| 3e                    | Magnus Cort Nielsen   | Danemark              | EF Education-Nippo    | 67 pts                |
| 4e                    | Michael Matthews      | Australie             | BikeExchange          | 58 pts                |
| 5e                    | Primož Roglič         | Slovénie              | Jumbo-Visma           | 54 pts                |
| 6e                    | Alex Aranburu         | Espagne               | Astana-Premier Tech   | 52 pts                |
| 7e                    | Arnaud Démare         | France                | Groupama-FDJ          | 50 pts                |
| 8e                    | Alberto Dainese       | Italie                | Team DSM              | 43 pts                |
| 9e                    | Piet Allegaert        | Belgique              | Cofidis               | 37 pts                |
| 10e                   | Sebastián Molano      | Colombie              | UAE Team Emirates     | 36 pts                |

| Classement de la montagne | Classement de la montagne | Classement de la montagne | Classement de la montagne          | Classement de la montagne |
| Coureur                   | Coureur                   | Pays                      | Équipe                             | Points                    |
| ------------------------- | ------------------------- | ------------------------- | ---------------------------------- | ------------------------- |
| 1er                       | Pavel Sivakov             | Russie                    | Ineos Grenadiers                   | 16 pts                    |
| 2e                        | Michael Storer            | Australie                 | Team DSM                           | 12 pts                    |
| 3e                        | Jack Haig                 | Australie                 | Bahrain Victorious                 | 11 pts                    |
| 4e                        | Romain Bardet             | France                    | Team DSM                           | 11 pts                    |
| 5e                        | Rein Taaramäe             | Estonie                   | Intermarché-Wanty-Gobert Matériaux | 10 pts                    |
| 6e                        | Kenny Elissonde           | France                    | Trek-Segafredo                     | 10 pts                    |
| 7e                        | Sepp Kuss                 | États-Unis                | Jumbo-Visma                        | 9 pts                     |
| 8e                        | Jan Polanc                | Slovénie                  | UAE Team Emirates                  | 6 pts                     |
| 9e                        | Carlos Verona             | Espagne                   | Movistar Team                      | 6 pts                     |
| 10e                       | Joe Dombrowski            | États-Unis                | UAE Team Emirates                  | 6 pts                     |

| Classement de la montagne | Classement de la montagne | Classement de la montagne | Classement de la montagne          | Classement de la montagne |
| Coureur                   | Coureur                   | Pays                      | Équipe                             | Points                    |
| ------------------------- | ------------------------- | ------------------------- | ---------------------------------- | ------------------------- |
| 1er                       | Pavel Sivakov             | Russie                    | Ineos Grenadiers                   | 16 pts                    |
| 2e                        | Michael Storer            | Australie                 | Team DSM                           | 12 pts                    |
| 3e                        | Jack Haig                 | Australie                 | Bahrain Victorious                 | 11 pts                    |
| 4e                        | Romain Bardet             | France                    | Team DSM                           | 11 pts                    |
| 5e                        | Rein Taaramäe             | Estonie                   | Intermarché-Wanty-Gobert Matériaux | 10 pts                    |
| 6e                        | Kenny Elissonde           | France                    | Trek-Segafredo                     | 10 pts                    |
| 7e                        | Sepp Kuss                 | États-Unis                | Jumbo-Visma                        | 9 pts                     |
| 8e                        | Jan Polanc                | Slovénie                  | UAE Team Emirates                  | 6 pts                     |
| 9e                        | Carlos Verona             | Espagne                   | Movistar Team                      | 6 pts                     |
| 10e                       | Joe Dombrowski            | États-Unis                | UAE Team Emirates                  | 6 pts                     |

| Classement du meilleur jeune | Classement du meilleur jeune | Classement du meilleur jeune | Classement du meilleur jeune | Classement du meilleur jeune |
| Coureur                      | Coureur                      | Pays                         | Équipe                       | Temps                        |
| ---------------------------- | ---------------------------- | ---------------------------- | ---------------------------- | ---------------------------- |
| 1er                          | Egan Bernal                  | Colombie                     | Ineos Grenadiers             | 25 h 19 min 16 s             |
| 2e                           | Aleksandr Vlasov             | Russie                       | Astana-Premier Tech          | + 25 s                       |
| 3e                           | Gino Mäder                   | Suisse                       | Bahrain Victorious           | + 2 min 11 s                 |
| 4e                           | Juan Pedro López             | Espagne                      | Trek-Segafredo               | + 2 min 22 s                 |
| 5e                           | Clément Champoussin          | France                       | AG2R Citroën Team            | + 4 min 54 s                 |
| 6e                           | Rémy Rochas                  | France                       | Cofidis                      | + 7 min 36 s                 |
| 7e                           | Michael Storer               | Australie                    | Team DSM                     | + 8 min 29 s                 |
| 8e                           | Jefferson Cepeda             | Équateur                     | Caja Rural-Seguros RGA       | + 10 min 28 s                |
| 9e                           | Steff Cras                   | Belgique                     | Lotto-Soudal                 | + 13 min 42 s                |
| 10e                          | Andreas Kron                 | Danemark                     | Lotto-Soudal                 | + 13 min 55 s                |

| Classement du meilleur jeune | Classement du meilleur jeune | Classement du meilleur jeune | Classement du meilleur jeune | Classement du meilleur jeune |
| Coureur                      | Coureur                      | Pays                         | Équipe                       | Temps                        |
| ---------------------------- | ---------------------------- | ---------------------------- | ---------------------------- | ---------------------------- |
| 1er                          | Egan Bernal                  | Colombie                     | Ineos Grenadiers             | 25 h 19 min 16 s             |
| 2e                           | Aleksandr Vlasov             | Russie                       | Astana-Premier Tech          | + 25 s                       |
| 3e                           | Gino Mäder                   | Suisse                       | Bahrain Victorious           | + 2 min 11 s                 |
| 4e                           | Juan Pedro López             | Espagne                      | Trek-Segafredo               | + 2 min 22 s                 |
| 5e                           | Clément Champoussin          | France                       | AG2R Citroën Team            | + 4 min 54 s                 |
| 6e                           | Rémy Rochas                  | France                       | Cofidis                      | + 7 min 36 s                 |
| 7e                           | Michael Storer               | Australie                    | Team DSM                     | + 8 min 29 s                 |
| 8e                           | Jefferson Cepeda             | Équateur                     | Caja Rural-Seguros RGA       | + 10 min 28 s                |
| 9e                           | Steff Cras                   | Belgique                     | Lotto-Soudal                 | + 13 min 42 s                |
| 10e                          | Andreas Kron                 | Danemark                     | Lotto-Soudal                 | + 13 min 55 s                |

| Classement par équipes | Classement par équipes             | Classement par équipes | Classement par équipes |
| Équipe                 | Équipe                             | Pays                   | Temps                  |
| ---------------------- | ---------------------------------- | ---------------------- | ---------------------- |
| 1re                    | Movistar Team                      | Espagne                | 75 h 54 min 12 s       |
| 2e                     | Ineos Grenadiers                   | Royaume-Uni            | + 2 min 10 s           |
| 3e                     | Bahrain Victorious                 | Bahreïn                | + 4 min 19 s           |
| 4e                     | UAE Team Emirates                  | Émirats arabes unis    | + 4 min 26 s           |
| 5e                     | Jumbo-Visma                        | Pays-Bas               | + 7 min 41 s           |
| 6e                     | Intermarché-Wanty-Gobert Matériaux | Belgique               | + 13 min 59 s          |
| 7e                     | Team DSM                           | Allemagne              | + 17 min 42 s          |
| 8e                     | AG2R Citroën Team                  | France                 | + 18 min 11 s          |
| 9e                     | Trek-Segafredo                     | États-Unis             | + 18 min 26 s          |
| 10e                    | Astana-Premier Tech                | Kazakhstan             | + 21 min 15 s          |

| Classement par équipes | Classement par équipes             | Classement par équipes | Classement par équipes |
| Équipe                 | Équipe                             | Pays                   | Temps                  |
| ---------------------- | ---------------------------------- | ---------------------- | ---------------------- |
| 1re                    | Movistar Team                      | Espagne                | 75 h 54 min 12 s       |
| 2e                     | Ineos Grenadiers                   | Royaume-Uni            | + 2 min 10 s           |
| 3e                     | Bahrain Victorious                 | Bahreïn                | + 4 min 19 s           |
| 4e                     | UAE Team Emirates                  | Émirats arabes unis    | + 4 min 26 s           |
| 5e                     | Jumbo-Visma                        | Pays-Bas               | + 7 min 41 s           |
| 6e                     | Intermarché-Wanty-Gobert Matériaux | Belgique               | + 13 min 59 s          |
| 7e                     | Team DSM                           | Allemagne              | + 17 min 42 s          |
| 8e                     | AG2R Citroën Team                  | France                 | + 18 min 11 s          |
| 9e                     | Trek-Segafredo                     | États-Unis             | + 18 min 26 s          |
| 10e                    | Astana-Premier Tech                | Kazakhstan             | + 21 min 15 s          |

## Abandons
- Óscar Rodríguez Garaicoechea (Astana-Premier Tech) : abandon
- Hugh Carthy (EF Education-Nippo) : abandon
- Alejandro Valverde (Movistar) : abandon
- Emmanuel Morin (Cofidis) : abandon
- Mads Würtz Schmidt (Israel Start-Up Nation) : abandon
- Reinardt Janse van Rensburg (Qhubeka NextHash) : hors-délais